# اولی اونگوره
اولی اونگوره (استونیایی: Olli Ungvere; ۱۷ ژوئن ۱۹۰۶ – ۱۲ دسامبر ۱۹۹۱) بازیگر و خواننده اهل استونی بود.